# Clowesia thylaciochila
Clowesia thylaciochila là một loài thực vật có hoa trong họ Lan. Loài này được (Lem.) Dodson mô tả khoa học đầu tiên năm 1975.

## Hình ảnh

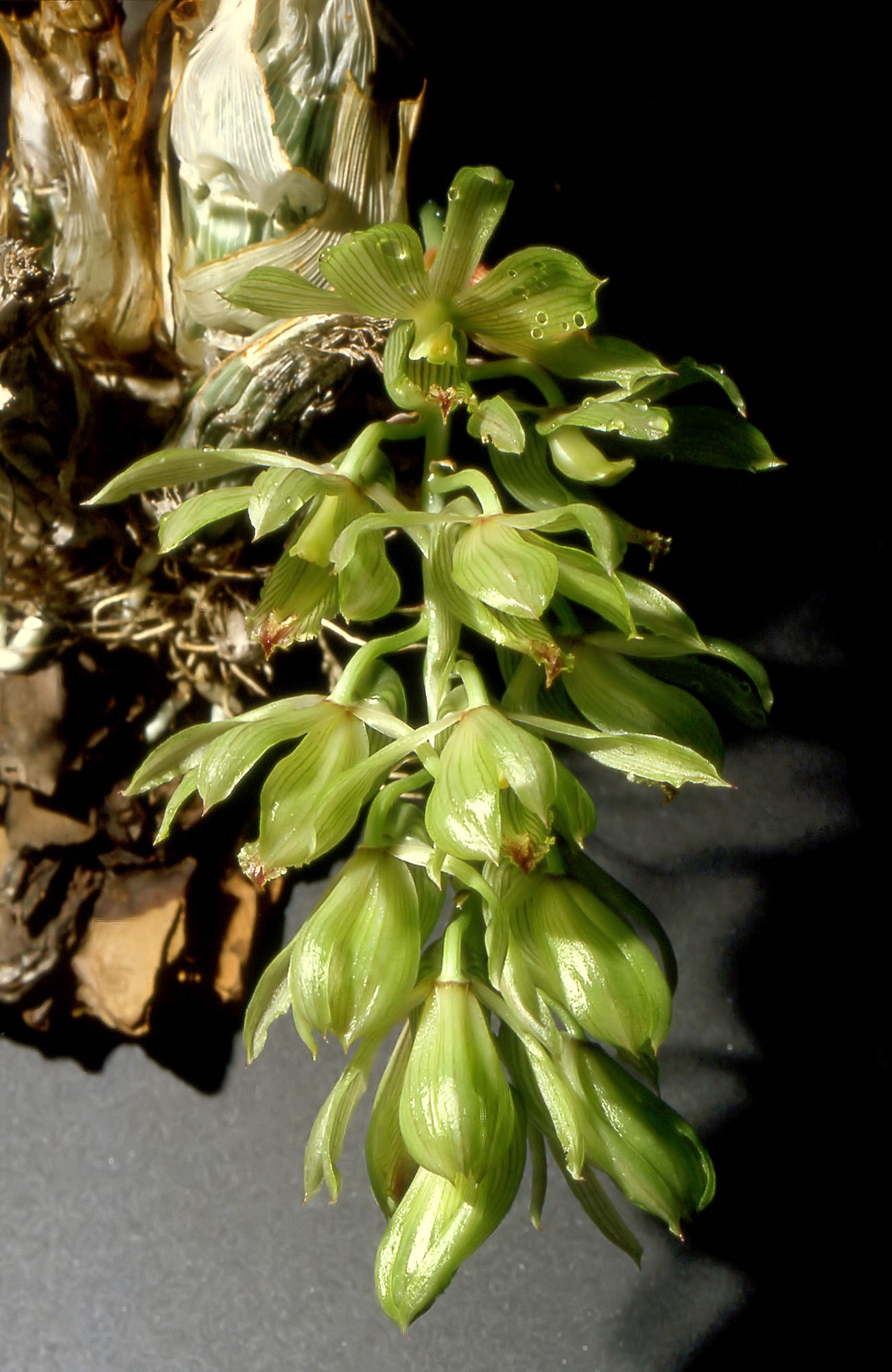
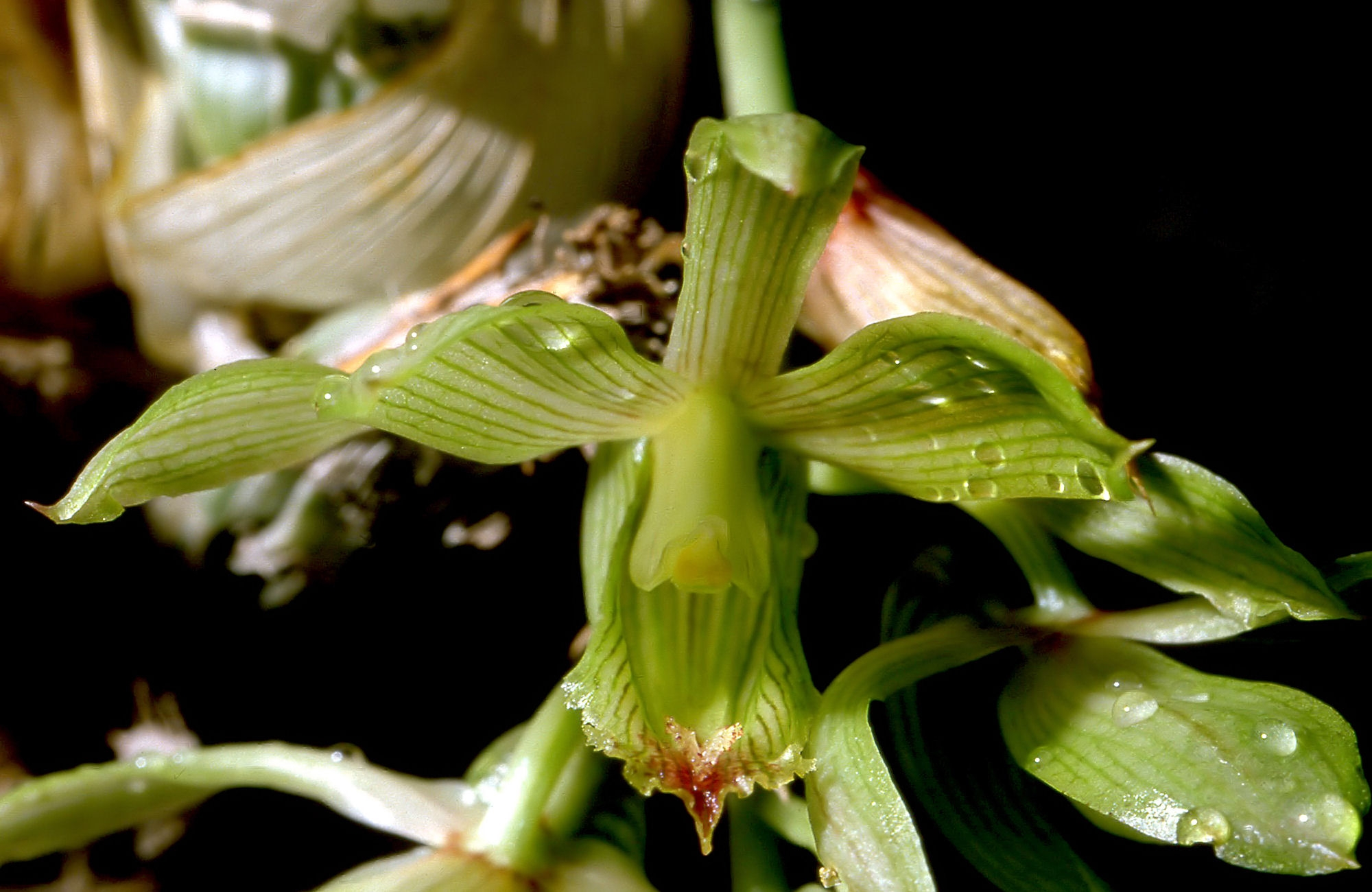
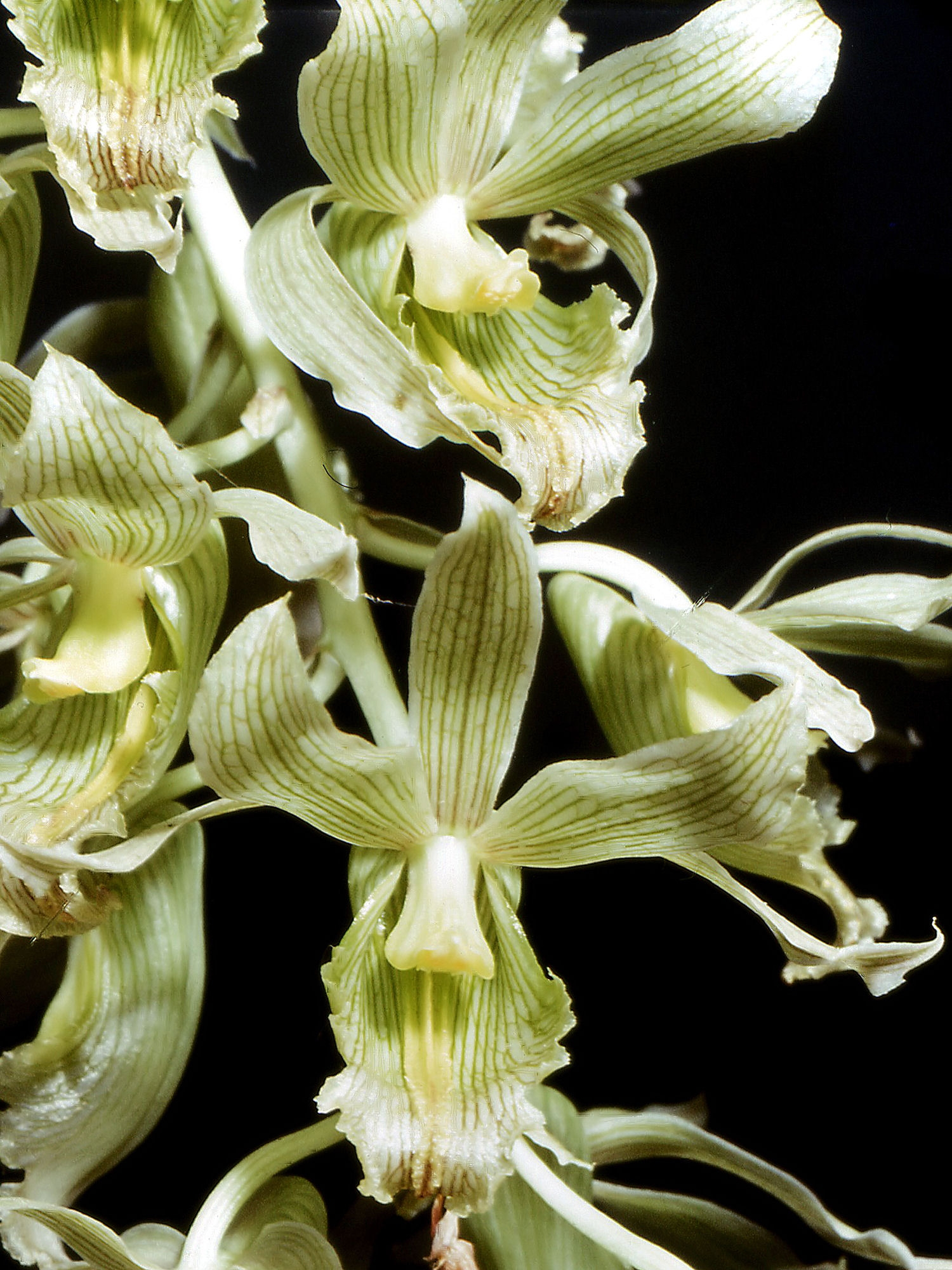